# Эррера, Хосе Хусто де
Хусто Висенте Хосе де Эррера и Диас дель Валье (исп. Justo Vicente José de Herrera y Díaz del Valle; 19 июля 1786, Чолутека — 1856, Гондурас) — политический и государственный деятель Гондураса, глава провинции Гондурас в составе Соединённых провинций и Федерации (28 мая 1837—3 сентября 1838), юрист, предприниматель.

## Биография
Родился в Чолутеке, в семье землевладельцев. Брат политика Дионисио Эрреры, двоюродный брат Хосе Сесилио Валье.
Образование получил в престижных учебных заведениях, в том числе Университете Сан-Карлос. В 1820 - 1821 годах был депутатом провинции Чолутека, секретарём Учредительного собрания 1824 года. Служил мэром Тененте де Алькальде
28 мая 1837 года был избран конституционной ассамблеей верховным главой провинции Гондурас. Боролся с повстанцами из Партии консерваторов в Накаоме, Тексигуате и Манто. Во время его правления в Гондурасе вспыхнула эпидемия холеры . Хосе Хусто де Эррера издал указ о создании комиссий по управлению карантинных мер и обеспечения лекарствами населения. В департаменте Лемпира было зарегистрировано более 400 смертей . Основал Государственную газету Semanario Oficial de Honduras для публикации указов. Основал статистическую службу. 
Сыграл важную роль в отделении Гондураса от Федеративной Республики Центральной Америки, одобрив Декларацию независимости, принятую Ассамблеей Гондураса.